# Copa Presidente 1963
En 1963 se organizó el trigésimo primero torneo de copa en Costa Rica. Al finalizar la temporada liguera, los seis equipos de la Liga Superior acuerdan jugar una nueva versión de copa, al principio en el ambiente se le conoce como Copa Presidente organizada por la Federación de Fútbol.
Los equipos participantes fueron Saprissa, Alajuelense, Herediano, Cartaginés, Uruguay de Coronado y Orión. El goleador fue Guillermo
Valenciano de Uruguay de Coronado con 4.
El Deportivo Saprissa ganó el certamen al derrotar en la final a Uruguay de Coronado por la vía de los penales 8-6, después de haber finalizado a los 120 minutos el encuentro empatado 0-0.

## Resultados[3]

### Cuartos de final
| 14 de noviembre de 1963 | Orión    | 1:4 (1:2) | Herediano                                           | Estadio de Heredia, Heredia                           |                                                       |
|                         | Peña 15' |           | Valverde 20' · Bejarano 40', 53' · J. Rodríguez 87' | Asistencia: 529 espectadores Árbitro(s): Alvaro Masis | Asistencia: 529 espectadores Árbitro(s): Alvaro Masis |

| 20 de noviembre de 1963 | Herediano | 0:1 (0:0) | Orión       | Estadio de Heredia, Heredia                                 |                                                             |
|                         |           |           | Aguilar 65' | Asistencia: 1304 espectadores Árbitro(s): Alfonso Benavides | Asistencia: 1304 espectadores Árbitro(s): Alfonso Benavides |

| 17 de noviembre de 1963 | Saprissa                 | 2:1 (2:0) | Alajuelense | Estadio Nacional, San José                              |                                                         |
|                         | Jiménez 3' · Saccone 44' |           | Muñoz 83'   | Asistencia: 3560 espectadores Árbitro(s): Eladio Sibaja | Asistencia: 3560 espectadores Árbitro(s): Eladio Sibaja |

| 24 de noviembre de 1963 | Alajuelense            | 2:0 (0:0) | Saprissa1 | Estadio de Alajuela, Alajuela |                               |
|                         | Muñoz 48' · Zamora 72' |           |           | Árbitro(s): Carlos Luis Monge | Árbitro(s): Carlos Luis Monge |

| 17 de noviembre de 1963 | Cartaginés | 0:2 (0:0) | Uruguay de Coronado | Estadio de Cartago, Cartago |                            |
|                         |            |           | Valenciano 70', 79' | Árbitro(s): Leonardo Ortiz  | Árbitro(s): Leonardo Ortiz |

| 24 de noviembre de 1963 | Uruguay de Coronado | 2:0 (1:0) | Cartaginés | Estadio Nacional, San José                               |                                                          |
|                         | Valenciano 32', 81' |           |            | Asistencia: 573 espectadores Árbitro(s): Juan Soto París | Asistencia: 573 espectadores Árbitro(s): Juan Soto París |

1. Saprissa califica como mejor perdedor para jugar las semifinales.

### Semifinales
| 27 de noviembre de 1963 | Saprissa  | 1:0 (1:0) | Herediano | Estadio Nacional, San José                                |                                                           |
|                         | Rojas 42' |           |           | Asistencia: 1248 espectadores Árbitro(s): Francisco Muñoz | Asistencia: 1248 espectadores Árbitro(s): Francisco Muñoz |

| 4 de diciembre de 1963 | Herediano                 | 2:2 (1:1; 2:1) | Saprissa             | Estadio de Heredia, Heredia                             |                                                         |
|                        | Quesada 15' · Morales 57' |                | Marín 2' · Cruz 115' | Asistencia: 1998 espectadores Árbitro(s): Eladio Sibaja | Asistencia: 1998 espectadores Árbitro(s): Eladio Sibaja |

| 1 de diciembre de 1963 | Uruguay de Coronado | 1:1 (0:1) | Alajuelense | Estadio Nacional, San José    |                               |
|                        | Elizondo 56' (pen.) |           | Solera 11'  | Árbitro(s): Carlos Luis Monge | Árbitro(s): Carlos Luis Monge |

| 8 de diciembre de 1963 | Alajuelense | 1:2 (1:1) | Uruguay de Coronado      | Estadio de Alajuela, Alajuela                          |                                                        |
|                        | Albella 3'  |           | Ruiz 33' · Rodríguez 53' | Asistencia: 2200 espectadores Árbitro(s): Alvaro Masis | Asistencia: 2200 espectadores Árbitro(s): Alvaro Masis |

### Final
| 11 de diciembre de 1963 | Saprissa                                                                                | 0:0 (8:6 p.)               | Uruguay de Coronado                                                                   | Estadio Nacional, San José                               |  |
|                         |                                                                                         |                            |                                                                                       | Asistencia: 4247 espectadores Árbitro(s): Leonardo Ortíz |  |
|                         |                                                                                         | Tiros desde el punto penal |                                                                                       |                                                          |  |
|                         | Saccone · Saccone · Saccone · Saccone · Saccone · Saccone · Saccone · Saccone · Saccone |                            | Elizondo · Elizondo · Elizondo · Elizondo · Elizondo · Elizondo · Elizondo · Elizondo |                                                          |  |

|                                |
| Deportivo Saprissa 4.to título |

| Predecesor: Copa Gastón Michaud 1963 | Torneo de Copa Copa Presidente 1963 | Sucesor: Copa Totogol 1965 |